# Telèfon tauleta

Model de telèfon tauleta Samsung Galaxy

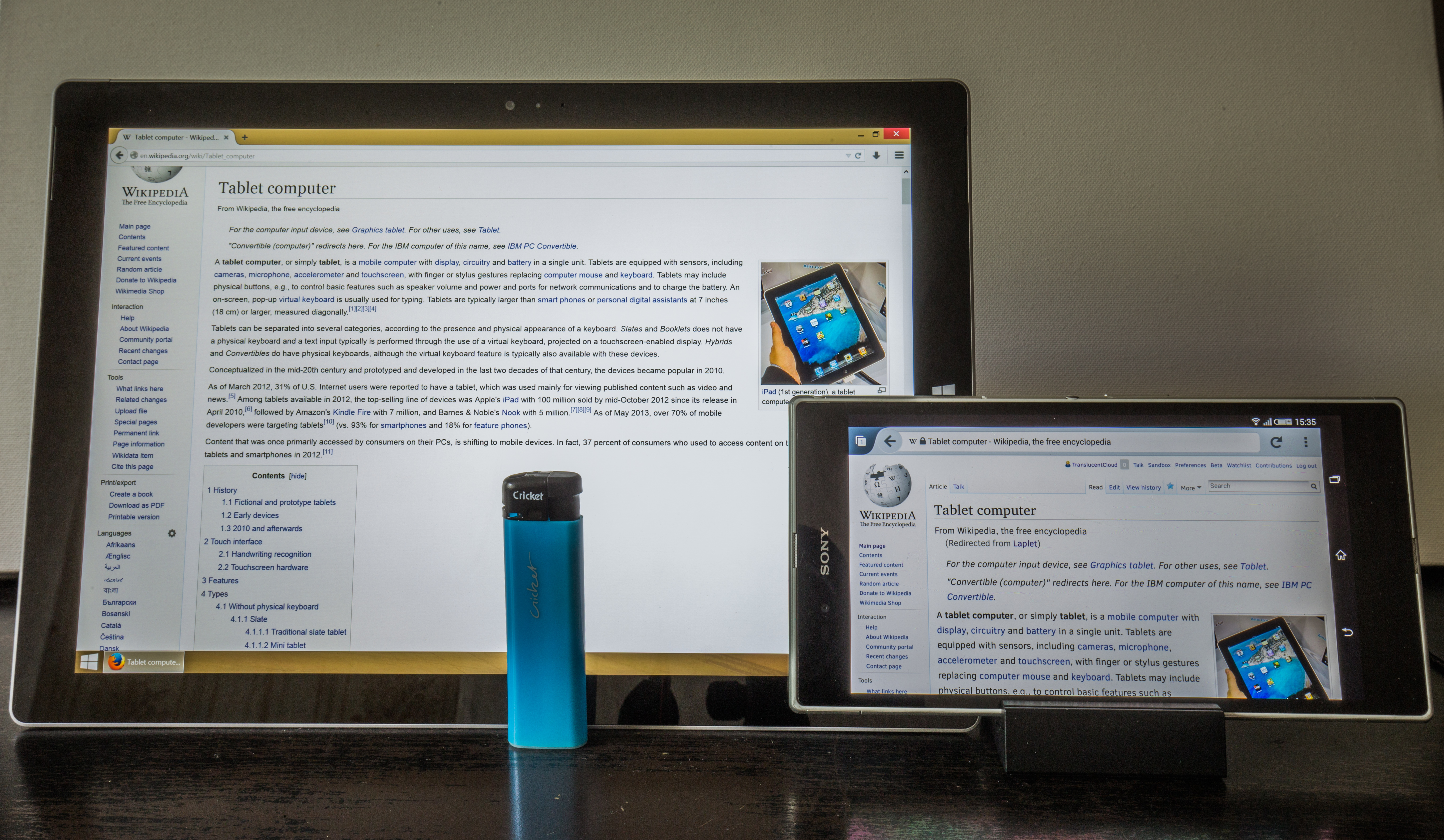
Comparació entre una tauleta tàctil, un telèfon tauleta i un encenedor.

Un telèfon tauleta o taulèfon és un dispositiu mòbil dissenyat per combinar els usos d'un telèfon intel·ligent i d'una tauleta tàctil, també conegut amb el terme anglès phablet que és un acrònim de les paraules phone (telèfon) i tablet (tauleta intel·ligent).
Les pantalles dels telèfons tauleta fan de 5 a 7 polzades (127-178 mm en diagonal), més grans que un telèfon intel·ligent, i més petites que una tauleta tàctil. Els telèfons tauleta generalment porten un llapis digital que facilita la navegació per internet, el dibuix i les anotacions a mà, i es combina amb el programari propi d'una tauleta, però amb la possibilitat de fer i rebre trucades.
S'ha reconegut àmpliament que el model que va popularitzar el telèfon tauleta va ser el Samsung Galaxy Note, que es va llançar al mercat el 2011. Amb el model nou del 2012 (Galaxy Note II) la popularitat dels telèfons tauleta va créixer enormement, mentre que la disminució del preu dels dispositius i l'augment de l'eficiència energètica de les pantalles dels mòbils van començar a alimentar la competència d'altres fabricants de telèfons intel·ligents, com Lenovo, LG, HTC, Huawei, Micromax, i Sony. Samsung va anunciar que només durant l'any 2012 s'havien venut 25 milions de telèfons tauleta. A causa d'aquest creixement del mercat, l'agència Reuters va qualificar l'any 2013 com "L'any del telèfon tauleta. Segons el The New York Times, el 2014 la venda de telèfons tauleta va superar la d'ordinadors i portàtils, i manifestava que "els telèfons tauleta podrien esdevenir el dispositiu informàtic dominant del futur i el tipus de telèfon més popular del mercat, i potser l'únic ordinador que alguns de nosaltres necessitarem",

## Dispositius
Els models següents tenen la consideració de telèfon tauleta:
| Marca                  | Model                                                        | Mida de la pantalla (en diagonal) | Sistema operatiu             |
| ---------------------- | ------------------------------------------------------------ | --------------------------------- | ---------------------------- |
| Akyumen                | Holofone                                                     | 7.0 polzades                      | Windows 10/Android           |
| Apple                  | iPhone 6 Plus                                                | 5.5 polzades                      | iOS                          |
| Apple                  | iPhone 6S Plus                                               | 5.5 polzades                      | iOS                          |
| Apple                  | iPhone 7 Plus                                                | 5.5 polzades                      | iOS                          |
| Apple                  | iPhone 8 Plus                                                | 5.5 polzades                      | iOS                          |
| Apple                  | iPhone X                                                     | 5.8 polzades                      | iOS                          |
| Archos                 | Archos 64                                                    | 6.4 polzades                      | Android                      |
| ASUS                   | Fonepad Note 6                                               | 6.0 polzades                      | Android                      |
| ASUS                   | Zenfone 2                                                    | 5.5 polzades                      | Android                      |
| ASUS                   | Zenfone 6                                                    | 6.0 polzades                      | Android                      |
| ASUS                   | Zenfone Max                                                  | 5.5 polzades                      | Android                      |
| ASUS                   | Zenfone Zoom                                                 | 5.5 polzades                      | Android                      |
| BlackBerry             | Priv                                                         | 5.43 polzades                     | Android                      |
| BlackBerry             | Motion                                                       | 5.5 polzades                      | Android                      |
| BLU Products           | Pure XL                                                      | 6 polzades                        | Android                      |
| Elephone               | M1                                                           | 5.5 polzades                      |                              |
| Elephone               | M3 Pro                                                       | 5.5 polzades                      |                              |
| Elephone               | P20                                                          | 5.5 polzades                      |                              |
| Elephone               | P8000                                                        | 5.5 polzades                      |                              |
| Elephone               | P9000                                                        | 5.5 polzades                      |                              |
| Elephone               | P9000 Edge                                                   | 5.5 polzades                      |                              |
| Elephone               | S2 Plus                                                      | 5.5 polzades                      |                              |
| Elephone               | S3                                                           | 5.2 polzades                      |                              |
| Elephone               | Vowney Lite                                                  | 5.5 polzades                      |                              |
| Essential Products     | Essential Phone                                              | 5.71 polzades                     | Android                      |
| Google                 | Nexus 6                                                      | 5.96 polzades                     | Android                      |
| Google                 | Nexus 6P                                                     | 5.7 polzades                      | Android                      |
| Google                 | Pixel XL                                                     | 5.5 polzades                      | Android                      |
| Google                 | Pixel 2 XL                                                   | 6 polzades                        | Android                      |
| Hewlett-Packard        | Elite x3                                                     | 5.96 polzades                     | Windows 10 mobile            |
| HMD Global/Nokia       | Nokia 6 (2017)                                               | 5.5 polzades                      | Android                      |
| HMD Global/Nokia       | Nokia 6 (2018)                                               | 5.5 polzades                      | Android                      |
| HMD Global/Nokia       | Nokia 8 Sirocco                                              | 5.5 polzades                      | Android                      |
| HTC                    | Desire 816 / 816G                                            | 5.5 polzades                      | Android                      |
| HTC                    | Desire 820 / 820S / 820G / 820Q                              | 5.5 polzades                      | Android                      |
| HTC                    | One E9 / E9+                                                 | 5.5 polzades                      | Android                      |
| HTC                    | One Max                                                      | 5.9 polzades                      | Android                      |
| HTC                    | U11                                                          | 5.5 polzades                      | Android                      |
| HTC                    | U11+                                                         | 6.0 polzades                      | Android                      |
| HTC                    | U Ultra                                                      | 5.7 polzades                      | Android                      |
| Huawei                 | Ascend G7                                                    | 5.5 polzades                      | Android                      |
| Huawei                 | Ascend G730                                                  | 6.1 polzades                      | Android                      |
| Huawei                 | Ascend Mate                                                  | 6.1 polzades                      | Android                      |
| Huawei                 | Ascend Mate 2                                                | 6.2 polzades                      | Android                      |
| Huawei                 | Ascend Mate 7                                                | 6.0 polzades                      | Android                      |
| Huawei                 | G8                                                           | 5.5 polzades                      |                              |
| Huawei                 | Honor 4X                                                     | 5.5 polzades                      | Android                      |
| Huawei                 | Honor 6X                                                     | 5.5 polzades                      | Android                      |
| Huawei                 | MediaPad X1                                                  | 7.0 polzades                      | Android                      |
| Huawei                 | MediaPad X2                                                  | 7.0 polzades                      | Android                      |
| Huawei                 | Mate 8                                                       | 6 polzades                        | Android                      |
| Huawei                 | Mate 9                                                       | 5.9 polzades                      | Android                      |
| Huawei                 | Mate 10                                                      | 5.9 polzades                      | Android                      |
| Huawei                 | Mate 10 Pro                                                  | 6 polzades                        | Android                      |
| Huawei                 | Mate S                                                       | 5.5 polzades                      | Android                      |
| Huawei                 | P8 Max                                                       | 6.8 polzades                      | Android                      |
| Huawei                 | Honor 8 Pro                                                  | 5.7 polzades                      | Android                      |
| Lenovo                 | A7000                                                        | 5.5 polzades                      |                              |
| Lenovo                 | A850                                                         | 5.5 polzades                      |                              |
| Lenovo                 | A880 / A889                                                  | 6.0 polzades                      |                              |
| Lenovo                 | K3 Note                                                      | 5.5 polzades                      |                              |
| Lenovo                 | K80                                                          | 5.5 polzades                      |                              |
| Lenovo                 | K900                                                         | 5.5 polzades                      |                              |
| Lenovo                 | P90                                                          | 5.5 polzades                      |                              |
| Lenovo                 | P2                                                           | 5.5 polzades                      | Android                      |
| Lenovo                 | Phab                                                         | 6.98 polzades                     | Android                      |
| Lenovo                 | Phab 2                                                       | 6.4 polzades                      | Android                      |
| Lenovo                 | Phab 2 Pro                                                   | 6.4 polzades                      | Android                      |
| Lenovo                 | Phab Plus                                                    | 6.8 polzades                      | Android                      |
| Lenovo                 | S856                                                         | 5.5 polzades                      |                              |
| Lenovo                 | S930 / S939                                                  | 6.0 polzades                      |                              |
| Lenovo                 | Vibe Z                                                       | 5.5 polzades                      | Android                      |
| Lenovo                 | Vibe Z2                                                      | 5.5 polzades                      | Android                      |
| Lenovo                 | Vibe Z2 Pro                                                  | 6 polzades                        | Android                      |
| Lenovo                 | Vibe X3                                                      | 5.5 polzades                      | Android                      |
| LG Electronics         | G3                                                           | 5.5 polzades                      | Android                      |
| LG Electronics         | G4                                                           | 5.5 polzades                      | Android                      |
| LG Electronics         | G4 Stylus                                                    | 5.7 polzades                      | Android                      |
| LG Electronics         | G6                                                           | 5.7 polzades                      | Android                      |
| LG Electronics         | G Flex                                                       | 6.0 polzades                      | Android                      |
| LG Electronics         | G Flex 2                                                     | 5.5 polzades                      | Android                      |
| LG Electronics         | G Pro 2                                                      | 5.9 polzades                      | Android                      |
| LG Electronics         | Optimus G Pro                                                | 5.5 polzades                      | Android                      |
| LG Electronics         | V10                                                          | 5.7 polzades                      | Android                      |
| LG Electronics         | V20                                                          | 5.7 polzades                      | Android                      |
| LG Electronics         | V30                                                          | 6.0 polzades                      | Android                      |
| Meizu                  | MX5                                                          | 5.5 polzades                      | Android                      |
| Micromax/YU            | Canvas Doodle 3                                              | 6 polzades                        |                              |
| Micromax/YU            | Canvas Doodle 4 Q391                                         | 6 polzades                        |                              |
| Micromax/YU            | Canvas 6                                                     | 5.5 polzades                      |                              |
| Micromax/YU            | Canvas 6 Pro                                                 | 5.5 polzades                      |                              |
| Micromax/YU            | Canvas Mega 2                                                | 6 polzades                        |                              |
| Micromax/YU            | Canvas L A108                                                | 5.5 polzades                      |                              |
| Micromax/YU            | Canvas Xpress 2 E313                                         | 6 polzades                        |                              |
| Micromax/YU            | Q355                                                         | 5.5 polzades                      |                              |
| Micromax/YU            | Yureka                                                       | 5.5 polzades                      |                              |
| Micromax/YU            | Yureka Note                                                  | 6 polzades                        |                              |
| Micromax/YU            | Ynicorn                                                      | 5.5 polzades                      |                              |
| Microsoft Mobile/Nokia | Lumia 1320                                                   | 6.0 polzades                      | Windows Phone 8              |
| Microsoft Mobile/Nokia | Lumia 1520                                                   | 6.0 polzades                      | Windows Phone 8              |
| Microsoft Mobile/Nokia | Lumia 640 XL                                                 | 5.7 polzades                      | Windows Phone 8              |
| Microsoft Mobile/Nokia | Lumia 950                                                    | 5.2 polzades                      | Windows 10 mobile            |
| Microsoft Mobile/Nokia | Lumia 950 XL                                                 | 5.7 polzades                      | Windows 10 mobile            |
| Motorola Mobility      | Moto X Play (Droid Maxx 2)                                   | 5.5 polzades                      | Android 5.1.1                |
| Motorola Mobility      | Moto X Style                                                 | 5.7 polzades                      | Android 5.1.1 → 6.0          |
| Motorola Mobility      | Moto G4 i G4 Plus                                            | 5.5 polzades                      | Android 6.0.1 → 7.0          |
| Motorola Mobility      | Moto G5S                                                     | 5.5 polzades                      | Android 7.0                  |
| OnePlus                | OnePlus One                                                  | 5.46 polzades                     | Android                      |
| OnePlus                | OnePlus 2                                                    | 5.5 polzades                      | Android                      |
| OnePlus                | OnePlus 3                                                    | 5.5 polzades                      | Android                      |
| OnePlus                | OnePlus 3T                                                   | 5.5 polzades                      | Android                      |
| OnePlus                | OnePlus 5                                                    | 5.5 polzades                      | Android                      |
| OnePlus                | OnePlus 5T                                                   | 6.0 polzades                      | Android                      |
| Oppo                   | Find 7                                                       | 5.5 polzades                      | Android                      |
| Oppo                   | N1                                                           | 5.9 polzades                      | Android                      |
| Oppo                   | N3                                                           | 5.5 polzades                      | Android                      |
| Oppo                   | R7 Plus                                                      | 6.0 polzades                      | Android                      |
| Oppo                   | R7s                                                          | 5.5 polzades                      | Android                      |
| Razer                  | Razer Phone                                                  | 5.7 polzades                      | Android                      |
| Samsung Electronics    | Galaxy A7 (models 2015, 2016 i 2017)                         | 5.5 polzades i 5.7 polzades       | Android                      |
| Samsung Electronics    | Galaxy A8 (models 2015 i 2016)                               | 5.7 polzades                      | Android                      |
| Samsung Electronics    | Galaxy A9 (2016) i Galaxy A9 Pro (2016)                      | 6 polzades                        | Android                      |
| Samsung Electronics    | Galaxy A8 (2018)                                             | 5.6 polzades                      | Android                      |
| Samsung Electronics    | Samsung Galaxy A8+ (2018)                                    | 6 polzades                        | Android                      |
| Samsung Electronics    | Galaxy E7                                                    | 5.5 polzades                      | Android                      |
| Samsung Electronics    | Galaxy J7 (models 2015 i 2016) Galaxy J7 Max i Galaxy J7 Pro | 5.5 polzades i 5.7 polzades       | Android                      |
| Samsung Electronics    | Galaxy Mega 5.8                                              | 5.7 polzades                      | Android                      |
| Samsung Electronics    | Galaxy Mega 6.3                                              | 6.3 polzades                      | Android                      |
| Samsung Electronics    | Galaxy Mega 2                                                | 6 polzades                        | Android                      |
| Samsung Electronics    | Galaxy Note                                                  | 5.3 polzades                      | Android                      |
| Samsung Electronics    | Galaxy Note Edge                                             | 5.6 polzades                      | Android                      |
| Samsung Electronics    | Galaxy Note II                                               | 5.5 polzades                      | Android                      |
| Samsung Electronics    | Galaxy Note 3                                                | 5.7 polzades                      | Android                      |
| Samsung Electronics    | Galaxy Note 3 Neo                                            | 5.5 polzades                      | Android                      |
| Samsung Electronics    | Galaxy Note 4                                                | 5.7 polzades                      | Android                      |
| Samsung Electronics    | Galaxy Note 5                                                | 5.7 polzades                      | Android                      |
| Samsung Electronics    | Galaxy Note 7                                                | 5.7 polzades                      | Android (Samsung Experience) |
| Samsung Electronics    | Galaxy Note FE                                               | 5.7 polzades                      | Android (Samsung Experience) |
| Samsung Electronics    | Galaxy Note 8                                                | 6.3 polzades                      | Android (Samsung Experience) |
| Samsung Electronics    | Galaxy S6 edge+                                              | 5.7 polzades                      | Android                      |
| Samsung Electronics    | Galaxy S7 edge                                               | 5.5 polzades                      | Android (Samsung Experience) |
| Samsung Electronics    | Galaxy S8                                                    | 5.8 polzades                      | Android (Samsung Experience) |
| Samsung Electronics    | Galaxy S8+                                                   | 6.2 polzades                      | Android (Samsung Experience) |
| Samsung Electronics    | Galaxy S9                                                    | 5.8 polzades                      | Android (Samsung Experience) |
| Samsung Electronics    | Galaxy S9+                                                   | 6.2 polzades                      | Android (Samsung Experience) |
| Samsung Electronics    | Galaxy S20                                                   | 6.2 polzades                      | Android (Samsung Experience) |
| Sony Mobile            | Xperia C3                                                    | 5.5 polzades                      | Android                      |
| Sony Mobile            | Xperia C4                                                    | 5.5 polzades                      | Android                      |
| Sony Mobile            | Xperia C5 Ultra                                              | 6.0 polzades                      | Android                      |
| Sony Mobile            | Xperia T2 Ultra                                              | 6.0 polzades                      | Android                      |
| Sony Mobile            | Xperia Z Ultra                                               | 6.4 polzades                      | Android                      |
| Sony Mobile            | Xperia Z5 Premium                                            | 5.5 polzades                      | Android                      |
| Sony Mobile            | Xperia XA Ultra                                              | 6.0 polzades                      | Android                      |
| Sony Mobile            | Xperia XZ Premium                                            | 5.5 polzades                      | Android                      |
| Vodafone               | Smart 4 max                                                  | 6 polzades                        | Android                      |
| Vodafone               | Smart ultra 6                                                | 5.5 polzades                      | Android                      |
| Vodafone               | Smart ultra 7                                                | 5.5 polzades                      | Android                      |
| Vodafone               | Smart platinum 7                                             | 5.5 polzades                      | Android                      |
| Xiaomi                 | Mi MIX                                                       | 6.4 polzades                      | Android                      |
| Xiaomi                 | Mi Max                                                       | 6.4 polzades                      | Android                      |
| Xiaomi                 | Mi Note                                                      | 5.7 polzades                      | Android                      |
| Xiaomi                 | Mi Note Pro                                                  | 5.7 polzades                      | Android                      |
| Xiaomi                 | Redmi Note                                                   | 5.5 polzades                      | Android                      |
| Xiaomi                 | Redmi Note 2                                                 | 5.5 polzades                      | Android                      |
| Xiaomi                 | Redmi Note 3                                                 | 5.5 polzades                      | Android                      |
| Xiaomi                 | Redmi Note 4                                                 | 5.5 polzades                      | Android                      |
| Xiaomi                 | Mi Max 2                                                     | 6.44 polzades                     | Android                      |
| Xiaomi                 | Mi MIX 2                                                     | 5.99 polzades                     | Android                      |
| ZUK Mobile             | Z1                                                           | 5.5 polzades                      |                              |